# Quatre Hommes à abattre
Pour plus de détails, voir Fiche technique et Distribution.
Quatre Hommes à abattre (I quattro inesorabili) est un western spaghetti hispano-italien sorti en 1965, réalisé par Primo Zeglio.

## Synopsis
Sam est un ranger qui recherche un innocent accusé de meurtre. Il se trouve lui-même poursuivi par quatre chasseurs de primes.

## Fiche technique
- Titre français : Quatre Hommes à abattre[1]

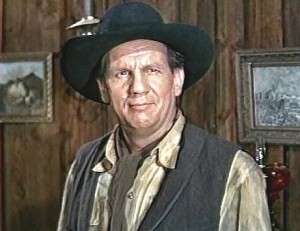
John Bartha

- Titre original italien : I quattro inesorabili
- Titre espagnol : Los cuatro implacables
- Genre : Western spaghetti
- Réalisation : Primo Zeglio
- Scénario : Manuel Marcello de Caso, Federico de Urrutia
- Musique : Marcello Giombini, Franco Pisano
- Production : Adriano Merkel pour Suevia Films
- Photographie : Miguel Fernández Mila
- Pays :  Espagne,  Italie
- Durée : 91 min
- Année de sortie : 1965
- Date de sortie en salle en France : 8 mars 1967[1]

## Distribution
Sauf indication contraire, les informations mentionnées dans cette section peuvent être confirmées par la base de données cinématographiques IMDb,  présente dans la section « Liens externes ».
- Adam West : Ranger Sam Garrett
- Claudio Undari (sous le pseudo de Robert Hundar) : Alan
- Dina Loy : Eliza Anders
- Luis Induni : shérif Luke
- José Jaspe : Implacable
- Yelena Samarina : femme de John
- Red Ross : Troy
- Raf Baldassarre (sous le pseudo de Ralph Baldwyn) : Moss
- John Bartha (sous le pseudo de János Barta) : Rancher John
- Roberto Camardiel : Jeffrey Anders
- Cris Huerta : adjoint au shérif
- Elisa Mainardi : Nancy
- Francisco Sanz : médecin
- Jaime Blanch (sous le pseudo de Robert Johnson jr.) : Bobi Calhoun
- Paola Barbara (sous le pseudo de Pauline Baards) : Lucy Anders
- Fernando Bilbao : Max
- José Canalejas : Rex Calhoun
- Lorenzo Robledo : adjoint au shérif